# Taras Romanczuk
Taras Wiktorowicz Romanczuk, (pronunție în poloneză [ˈtaras roˈmantʂuk], ucraineană Тарас Вікторович Романчук; n. 14 noiembrie 1991 în Kovel, Regiunea Volînia, Ucraina) este un  fotbalist profesionist polonez care joacă pe postul de mijlocaș pentru Jagiellonia Białystok în Ekstraklasa poloneză.
El joacă și pentru echipa națională a Poloniei.

## Carieră
După ce și-a început cariera la echipa de tineret a lui MFK Kovel. Romanczuk a jucat pentru clubul ucrainean de mini-fotbal Apperkot Kovel, pentru care a debutat în 2010.

### Legionovia Legionowo
În februarie 2013, a ajuns la echipa Legionovia Legionowo din liga a treia. A debutat pe 13 aprilie 2013 în timpul unui meciului cu Zawisza Rzgów, când în minutul 46 l-a înlocuit pe Łukasz Prusik. El a marcat primul său gol pe 5 iunie 2013 într-o victorie de 3-0 în campionat cu GKP Targówek. Legionovia a terminat acel sezon ca și câștigătoare a Diviziei a treia a Poloniei, asigurându-și astfel promovarea în I liga.

### Jagiellonia
La 21 iulie 2014, a semnat un contract pe un anu cu clubul Jagiellonia Białystok din Ekstraklasacu opțiunea de a-l prelungi pe încă doi. A debutat la 15 august 2014, înlocuindu-l pe Jonatan Straus în minutul 46 în campionat împotriva Legiei Varșovia. A marcat primul său gol pentru Jagiellonia pe 9 noiembrie 2014 în timpul unui meci împotriva lui Ruch Chorzów, scor 2-5.
La 2 iulie 2015, Romanczuk și-a făcut debutul într-un meci din cupele europene într-o victorie cu 1-0 împotriva FK Kruoja Pakruojis în UEFA Europa League. În vara anului 2016, echipa turcă Konyaspor i-a făcut o ofertă pe care a respins-o. A devenit vice-căpitanul echipei după căpitanul Rafał Grzyb.
În timpul sezonului 2016-2017 de Ekstraklasa, Romanczuk a ajutat-o pe Jagiellonia Białystok, să termine pe locul al doilea pentru prima dată în istoria sa în Ekstraklasa, cu 2 puncte în spatele campioanei Legia Varșovia. La începutul lunii ianuarie a anului 2017 a primit premiul pentru cel mai bun mijlocaș defensiv în Ekstraklasa în 2016. În timpul sezonului de Ekstraklasa 2017-2018, el a ajutat-o pe Jagiellonia Białystok să ajungă pe locul al doilea pentru cel de-al doilea sezon, după ce a terminat cu 3 puncte în urma campioanei Legia Varșovia.

## La națională
Romanczuk a primit cetățenia poloneză la 15 martie 2018, făcându-l eligibil pentru echipa națională a Poloniei. Taras a fost chemat pentru meciul amical împotriva Nigeriei, debutând ulterior în partida cu Coreea de Sud, în care a jucat 61 de minute înainte de a fi înlocuit de Arkadiusz Milik.
În luna mai a anului 2018 a fost inclus de selecționerul Poloniei, Adam Nawałka, în lotul lărgit format din 35 de jucători, în vederea participării la Campionatul Mondial din 2018 din Rusia, dar nu a făcut parte din lotul final de 23 de jucători.

## Viața personală
Romanczuk s-a născut și a crescut în Ucraina, dar și-a petrecut toată cariera de fotbalist profesionist în Polonia. De asemenea, are rădăcini poloneze din partea tatălui: străbunicul său a fost un fermier de la Sobibór și bunica sa s-a născut în Włodawa (1939).
El a primit cetățenia poloneză în martie 2018.